# Johann Gottlieb Görner
Johann Gottlieb Görner (ochrzcz. 16 kwietnia 1697 w Penig, zm. 15 lutego 1778 w Lipsku) – niemiecki kompozytor i organista.

## Życiorys
Kształcił się w szkole przy kościele św. Tomasza w Lipsku, od 1713 roku studiował także na Uniwersytecie Lipskim. Pełnił kolejno funkcję organisty w lipskich kościołach: uniwersyteckim św. Pawła (od 1716), św. Mikołaja (od 1721) i św. Tomasza (od 1729). W 1723 roku, po śmierci Johanna Kuhnaua, przejął ponadto funkcję dyrektora muzyki w kościele uniwersyteckim. W latach 1723–1756 kierował studenckim Collegium musicum, od 1764 roku prowadził Gelehrtenkonzerten. Początkowo konkurował z Johannem Sebastianem Bachem, później jednak przez ponad 20 lat współpracował z nim i po śmierci kompozytora przejął opiekę nad jego małoletnimi dziećmi.
Komponował głównie muzykę kościelną, w tym 3 kantaty, 2 msze, 2 missae brevis. Utwory Görnera pod względem muzycznym nie przedstawiają większej wartości.
Jego bratem był Johann Valentin Görner.